# Nedangia
Nedangia  (лат.) — род прыгающих насекомых из семейства цикадок (Cicadellidae). Южная Америка. Длина 8 мм. Скутеллюм крупный, его длина больше длины пронотума. Голова крупная (передний край широко округлённый), отчётливо уже пронотума; лоб широкий. Глаза и оцеллии относительно крупные; глаза полушаровидные. Клипеус длинный и широкий. Эдеагус асимметричный, длинный. Сходны по габитусу с Codilia, отличаясь деталями строения гениталий. Род включают в состав подсемейства Coelidiinae.
- Nedangia carinata Nielson, 1982 typus